# زبيبية
الزبيبية هي طبق عربي، ووجبة طعام معروفة في مدينة الموصل، وفي شمال العراق. ومكوناتها من الجوز واللوز والمشمش والتين والزبيب والقسب (التمر القديم)، والتفاح والسفرجل وطريقة تحضيرها هي ان توضع المكونات مع الدبس بعد تخفيفه بالماء في قدر كبير على النار حتى تنضج، وبعدها يضاف اليها منقوع السماق وكبة الجريش الصغيرة المحشاة باللحم.

## التاريخ
يعود تاريخ هذه الوجبة التراثية في الموصل إلى العوائل الموصلية القديمة، وخاصة العوائل المسيحية منها وكانت تصنعها في أيام أعياد الميلاد، وتوزعها على من حولها من بيوت الجيران.